# Harry Maguire (labdarúgó)
Jacob Harry Maguire (Sheffield, Anglia, 1993. március 5. –) angol válogatott labdarúgó, aki jelenleg a Manchester United játékosa, posztját tekintve hátvéd.

## Pályafutása

### Sheffield United
Maguire Sheffieldben született és a helyi csapatnál, a Sheffield Unitednél kezdett el futballozni. A 2010–11-es szezon második felében került fel az első csapat keretéhez, amikor klubja a másodosztályból való kiesés ellen harcolt. 2011 áprilisában, a Cardiff City ellen mutatkozott be, a félidőben csereként beállva. Teljesítményével kiérdemelte a meccs legjobbjának járó elismerést. Később még négy alkalommal játszott az idény során, de nem tudta megakadályozni csapata kiesését.
A következő szezonban, a harmadosztályban már alapembernek számított, és már az idény első napján, az Oldham Athletic ellen megszerezte profi pályafutása első gólját. Októberben új, 2015-ig szóló szerződést írt alá a csapattal. Remek teljesítményt nyújtott, ami miatt az év legjobb játékosának és a legjobb fiatalnak is megválasztották a Sheffieldnél a szezon végén, a harmadosztályban pedig bekerült az év csapatába.
A 2012–13-as szezonban is fontos tagja volt a piros-fehérek védelmének, 2012. október 17-én pályafutása során először duplázni tudott, egy Notts County elleni mérkőzésen a Football League Trophyban. 2013 februárjában, mindössze 19 évesen Maguire 100. alkalommal lépett pályára kezdőként a Sheffield Unitedben, a Leyton Orient elleni bajnokin. 2014. június 21-én nyilvánosságra került, hogy csapata új szerződést szeretne kötni vele, mivel a Hull City és a Wolverhampton Wanderers is élénken érdeklődött iránta, utóbbi két ajánlatot is tett érte.

### Hull City
2014. július 29-én a Hull City 2,5 millió fontért leigazolta Maguire-t, aki három évre írt alá a klubhoz. A Premier League-ben december 20-án debütált, a sérült Curtis Davies helyére beállva a Swansea City elleni bajnoki találkozón. 2015. február 10-én a Wigan Athletic kölcsönvette. Egy héttel később mutatkozott be a csapatban. Február 28-án a Blackpool elleni 3–1-es győzelem alkalmával első gólját is megszerezte a Wiganben. Teljesítményével elégedettek voltak a klubnál, így az eredetileg egy hónapos kölcsönszerződését meghosszabbították a szezon végéig. 16 bajnokin kapott lehetőséget.
Visszatérése után, a 2015-16-os idényben 22 bajnokin szerepelve járult hozzá ahhoz, hogy csapata feljutott a Premier League-be. A Sheffield Wednesday elleni play-off-mérkőzésen ő szerezte a Hull győztes gólját.
Mike Phelan menedzser a 2016–17-es szezonban alapemberként számolt Maguire-rel. 2016. október 25-én győztes gólt szerzett a Bristol City elleni Ligakupa-mérkőzésen. 2017. április 5-én, a Middlesbrough elleni bajnokin szerezte meg első gólját a Premier League-ben. 29 mérkőzésen kétszer volt eredményes a bajnokságban, az idény végén mind a szurkolók, mind pedig játékostársai a szezon legjobbjának választották.

### Leicester City
2017. június 15-én a 24 éves hátvéd ötéves szerződést kötött a 2015–2016-os angol bajnokkal.
Augusztus 11-én debütált új csapatában az Arsenal ellen 4–3-ra elvesztett bajnoki mérkőzésen. Nyolc nappal később, a Brighton & Hove Albion ellen megszerezte első gólját is a Leicesterben, csapata 2–0-ra győzött. A 2017–18-as szezon minden mérkőzését végigjátszotta, az idény végén a klub szurkolói a szezon legjobb játékosának választották.
2018. augusztus 9-én, miközben egyre gyakrabban lehetett hallani arról, hogy a Manchester United szerződtetné, Claude Puel menedzser megerősítette, Maguire a következő szezont a csapatnál tölti. A 2018-2019-es bajnoki idényben is alapembere volt a klubnak, 31 találkozón lépett pályára a Premier League-ben. 2019 júliusában a Manchester United 70 millió font összegű ajánlatot tett a Maguire megvásárlására, azt követően, hogy egy évvel korábban túl soknak tartotta az érte kért összeget.

### Manchester United
2019. augusztus 2-án 80 millió fontért szerződött a Manchester Unitedhez, ezzel ő lett a világ legdrágább védője. Augusztus 11-én, a Premier League nyitó fordulójában debütált a Unitedben, a Chelsea elleni 4–0-s győzelem alkalmával.
2020 januárjában Ole Gunnar Solskjær őt nevezte ki csapatkapitánnyá, miután Ashley Young a 2019–2020-as szezon közben távozott a klubtól. Február 1-jén a Tranmere Rovers elleni FA-kupa-mérkőzésen megszerezte első gólját a csapatban, a United pedig 6–0-s győzelmet aratott. Első Premier League-gólját február 17-én szerezte a klub színeiben, a Chelsea elleni idegenbeli 2–0-s győzelem során. A Covid19-világjárvány miatt az Egyesült Királyságban három hónapon át nem rendeztek labdarúgó mérkőzést, majd a kényszerszünetet követően, június 27-én, a Norwich City elleni FA-kupa negyeddöntőben ő szerezte csapata győztes találatát a hosszabbításban. A manchester United a szezon végén a 3. helyen zárta a bajnokságot, Maguire pedig mind a 38 mérkőzést végigjátszotta. Ehhez hasonlót ezt megelőzően 1995-ben Gary Pallister mondhatott el magáról mezőnyjátékosként.
A 2020–21-es szezonban október 17-én, a Newcastle United ellen szerezte meg idénybeli első gólját. 2021. január 27-én betalált egykori klubja, a Sheffield United ellen is, ennek ellenére a 2–1 arányban a United vereséget szenvedett, ezzel 13 mérkőzés óta tartó veretlenségi sorozatától búcsúzva. Február 2-án végig a pályán volt a Southampton elleni új Premier League-rekordot jelentő 9–0-s hazai győzelem során.
Április 25-én beállította Gary Pallister klubrekordját, miután egymást követő 71. Premier League-mérkőzését játszotta le csere nélkül a Leeds United ellen, azonban a rekorddöntés már nem sikerült, miután a következő fordulóban bokasérülés miatt le kellett cserélni a 72. percben, az Aston Villa elleni 3–1-re megnyert bajnokin. Május 26-án sérülése miatt a Villarreal ellen sem léphetett pályára az Európa-liga-döntőben, amelyet 1–1-es döntetlent követően büntetőpárbajban bukott el  United.
A Manchester United csak a 6. helyen zárta a 2020-2021-es Premier League-szezont, maguire teljesítményét pedig többször is érte kritika, mind  a szurkolók, mind pedig a sjató irányából, miután többször előfordult, hogy az ő hibájából kapott sorsdöntő gólokat a csapat. A sajtóban maga a játékos is elismerte, hogy pályafutása nehéz időszakán ment keresztül.
A 2022–23-as szezonban, Erik ten Hag érkezése, valamint a Raphaël Varane, Lisandro Martínez védőpáros összeállása után Maguire teljesen háttérbe szorult a csapatnál, mindössze nyolc bajnokin lépett pályára kezdőként. 2023. júéius 16-án ten Haag bejelentette, hogy a továbbiakban már nem maguire lesz a klub csapatkapitánya.
2023. augusztus 11-én a West Ham United menedzsere, David Moyes bejelentette, hogy a Manchester United elfogadta csapata ajánlatát a hátvédért. Ennek ellenére Maguire nem egyezett meg a fővárosi csapattal és úgy döntött, hogy Manchesterben marad. Novemberben megnyerte a Premier League hónap játékosa díjat, miután csapata egyetlen gólt se kapott a hónapban.
A 2024–2025-ös szezonban Rúben Amorim érkezése után a United egy három védős rendszerre állt át, amelyben kulcsfontosságú szerepet kezdett játszani. 2025. január 3-án egy évvel meghosszabbította szerződését. Február 8-án az utolsó pillanatban megnyerte az FA-Kupa ötödik fordulójában játszott mérkőzést a Leicester City ellen egy fejes góllal, amelyet videóbíró hiányában megadtak, annak ellenére, hogy Maguire lesen volt. A hónap utolsó mérkőzésén ismét győztes gólt szerzett, mikor a United 3–2-re verte a Ipswich Townt.

### A válogatottban
Maguire-t 2012 novemberében hívták meg először az U21-es angol válogatottba, egy Észak-Írország elleni barátságos meccsre. A Sheffield United akkori menedzsere, Danny Wilson így nyilatkozott: "Harry a korához képest elképesztően érett futballista, mindent megtesz a sikerért, és nem engedi, hogy bármi is megzavarja. Ez a válogatott mérkőzés sem fogja, hiszen mindig két lábbal a földön jár." A találkozón a 60. percben állt be, a Liverpool játékosát, Andre Wisdomot váltva.
Gareth Southgate 2017. augusztus 24-én hívta meg először az angol válogatott keretébe a Málta és Litvánia elleni világbajnoki selejtezők alkalmával. A litvánok ellen 1–0-ra megnyert mérkőzésen kezdőként végig a pályán volt.
Bekerült a 2018-as világbajnokságra nevezett 23 fős keretbe is. 2018. július 7-én első válogatott gólját a svédek elleni vb-negyeddöntőben szerezte egy szöglet utáni fejesből.

## Magánélete
2020. augusztus 21-én a görög hatóság őrizetbe vette az angol válogatott védőt, miután két másik barátjával megtámadtak egy éppen ugyanott tartózkodó angol turistacsoportot egy Míkonoszban található bár előtt, és megtagadták az együttműködést a helyszínre kiérkező rendőrökkel. 2020. augusztus 25-én a görög bíróság három vádpontban bűnösnek találta az angol védőt. Maguire-t egy 21 hónapos börtönbüntetéssel sújtották, de az ítélet végrehajtását felfüggesztették. 

## Statisztika

### Klubcsapatokban
Frissítve: 2025. április 10.
| Csapat                      | Szezon           | Bajnokság        | Bajnokság | Bajnokság | FA-Kupa | FA-Kupa | Ligakupa | Ligakupa | Nemzetközi | Nemzetközi | Egyéb | Egyéb | Összesen | Összesen |
| Csapat                      | Szezon           | Osztály          | P.        | Gólok     | P.      | Gólok   | P.       | Gólok    | P.         | Gólok      | P.    | Gólok | P.       | Gólok    |
| --------------------------- | ---------------- | ---------------- | --------- | --------- | ------- | ------- | -------- | -------- | ---------- | ---------- | ----- | ----- | -------- | -------- |
| Sheffield United            | 2010–2011        | Championship     | 5         | 0         | 0       | 0       | 0        | 0        | —          | —          | —     | —     | 5        | 0        |
| Sheffield United            | 2011–2012        | League One       | 44        | 1         | 4       | 0       | 2        | 0        | —          | —          | 6     | 0     | 56       | 1        |
| Sheffield United            | 2012–2013        | League One       | 44        | 3         | 4       | 0       | 1        | 0        | —          | —          | 4     | 2     | 53       | 5        |
| Sheffield United            | 2013–2014        | League One       | 41        | 5         | 8       | 1       | 1        | 0        | —          | —          | 2     | 0     | 52       | 6        |
| Sheffield United            | Összesen         | Összesen         | 134       | 9         | 16      | 1       | 4        | 0        | 0          | 0          | 12    | 2     | 166      | 12       |
| Hull City                   | 2014–2015        | Premier League   | 3         | 0         | 1       | 0       | 1        | 0        | 1          | 0          | —     | —     | 6        | 0        |
| Hull City                   | 2015–2016        | Championship     | 22        | 0         | 4       | 0       | 5        | 0        | —          | —          | 2     | 0     | 33       | 0        |
| Hull City                   | 2016–2017        | Premier League   | 29        | 2         | 1       | 0       | 6        | 1        | —          | —          | —     | —     | 36       | 3        |
| Hull City                   | Összesen         | Összesen         | 54        | 2         | 6       | 0       | 12       | 1        | 1          | 0          | 2     | 0     | 75       | 3        |
| Wigan Athletic (kölcsönben) | 2014–2015        | Championship     | 16        | 1         | —       | —       | —        | —        | —          | —          | —     | —     | 16       | 1        |
| Leicester City              | 2017–2018        | Premier League   | 38        | 2         | 3       | 0       | 3        | 0        | —          | —          | —     | —     | 44       | 2        |
| Leicester City              | 2018–2019        | Premier League   | 31        | 3         | 0       | 0       | 1        | 0        | —          | —          | —     | —     | 32       | 3        |
| Leicester City              | Összesen         | Összesen         | 69        | 5         | 3       | 0       | 4        | 0        | 0          | 0          | 0     | 0     | 76       | 5        |
| Manchester United           | 2019–2020        | Premier League   | 38        | 1         | 5       | 2       | 3        | 0        | 9          | 0          | —     | —     | 55       | 3        |
| Manchester United           | 2020–2021        | Premier League   | 34        | 2         | 4       | 0       | 3        | 0        | 11         | 0          | —     | —     | 52       | 2        |
| Manchester United           | 2021–2022        | Premier League   | 30        | 1         | 1       | 0       | 0        | 0        | 6          | 1          | —     | —     | 37       | 2        |
| Manchester United           | 2022–2023        | Premier League   | 16        | 0         | 4       | 0       | 4        | 0        | 7          | 0          | —     | —     | 31       | 0        |
| Manchester United           | 2023–2024        | Premier League   | 22        | 2         | 3       | 1       | 2        | 0        | 4          | 1          | —     | —     | 31       | 4        |
| Manchester United           | 2024–2025        | Premier League   | 22        | 1         | 3       | 1       | 1        | 0        | 4          | 1          | 1     | 0     | 31       | 3        |
| Manchester United           | Összesen         | Összesen         | 162       | 7         | 20      | 4       | 13       | 0        | 41         | 3          | 1     | 0     | 237      | 14       |
| Karrier összesen            | Karrier összesen | Karrier összesen | 435       | 24        | 45      | 5       | 33       | 1        | 42         | 3          | 15    | 2     | 570      | 35       |

1. ↑  Három pályára lépés a Football League Trophyban és három a harmadosztály rájátszásában
2. ↑  Két pályára lépés és két gól a Football League Trophyban és két pályára lépés a harmadosztály rájátszásában
3. ↑  Pályára lépések a Football League Trophyban
4. 1 2 3 4  Pályára lépések az Európa-ligában
5. ↑  Pályára lépések a másodosztály rájátszásában
6. ↑  Öt pályára lépés az UEFA-bajnokok ligájában és hat pályára lépés az Európa-ligában
7. 1 2  Pályára lépések az UEFA-bajnokok ligájában
8. ↑  Pályára lépés az angol szuperkupában

### A válogatottban
Frissítve: 2024. szeptember 7-én.
| Válogatott | Év       | Pályára lépések | Gólok |
| ---------- | -------- | --------------- | ----- |
| Anglia     | 2017     | 3               | 0     |
| Anglia     | 2018     | 13              | 1     |
| Anglia     | 2019     | 10              | 0     |
| Anglia     | 2020     | 4               | 1     |
| Anglia     | 2021     | 11              | 5     |
| Anglia     | 2022     | 12              | 0     |
| Anglia     | 2023     | 9               | 0     |
| Anglia     | 2024     | 2               | 0     |
| Összesen   | Összesen | 64              | 7     |

## Sikerei, díjai
Hull City
- Football League Championship, rájátszás-győztes: 2016[63]

Manchester United
- Angol ligakupa: 2022–2023
- Angol kupagyőztes: 2023–2024

Anglia
- UEFA Nemzetek Ligája 3. hely: 2018–19[64]

Egyéni elismerés
- Az év csapata: 2011–12-es League One.[65] 2012–13-as League One.[66] 2013–14-es League One[67]
- Premier League – A hónap játékosa: 2023. november[49]
- PFA – A rajongók hónap játékosa: 2023. november[68]
- A hónap fiatal játékosa a League One-ban: 2011 augusztus[69]
- Sheffield United, az év játékosa: 2011–12,[70] 2012–13,[71] 2013–14[72]
- Sheffield United, az év fiatal játékosa: 2011–12[70]
- Hull City, az év játékosa a szurkolók szavazásán: 2016–17[22]
- Hull City, az év játékosa a játékostársak szavazatai alapján: 2016–17[22]
- Leicester City, az év játékosa: 2017–18[26]
- Leicester City, az év legjobbja a játékostársak szavazásán: 2017–18[26]